# Pedro I de Courtenay
Pedro de Francia (1125-1183), fue el menor de los hijos del rey Luis VI de Francia y de su segunda esposa, Adela de Saboya.

## Biografía
Su padre le dio la dignidad de abad laico de la colegiata de Nantes.
Acompañó en 1147 a sus hermanos Luis VII de Francia y Roberto I de Dreux a la Segunda Cruzada, tomando parte en todos los combates, entre ellos el de Laodicea y en el sitio de Damasco. Entre los cruzados estaba igualmente Renaud de Courtenay, padre de su futura mujer.
Cuando sus hermanos Enrique y Roberto se rebelaron contra la autoridad del rey, su hermano Luis, fue el único que permaneció fiel, en 1149-50.
Tomó la cruz una segunda vez en 1179 con el conde Enrique I de Champaña y con Felipe de Dreux, obispo de Beauvais, su sobrino, y pasó a Tierra Santa.
Murió entre 1180 y 1183.

## Matrimonio y descendencia
Contrajo nupcias con Isabel de Courtenay, hija de Reinaldo de Courtenay y Hawise de Donjon, fueron juntos padres de 10 hijos, entre ellos Pedro, futuro Emperador Latino de Constantinopla:
- Felipe de Courtenay (1153-1186)
- Pedro II de Courtenay (1155-1219, Emperador Latino de Constantinopla)
- Alicia de Courtenay (1160-1218), condesa de Angulema por su matrimonio con Aymer de Talliefer. Juntos fueron padres de la Reina de Inglaterra Isabel de Angulema.
- Eustacia de Courtenay (1162-1235), casada con Guillermo de Brienne.
- Clemencia de Courtenay (1164-?)
- Roberto de Courtenay, Señor de Champignelles (1166-1239)
- Guillermo de Courtenay, Señor de Tanlay (1168-1248)
- Isabell de Courtenay (1169-?)
- Constanza de Courtenay (1170-1231)